# Nils Landgren

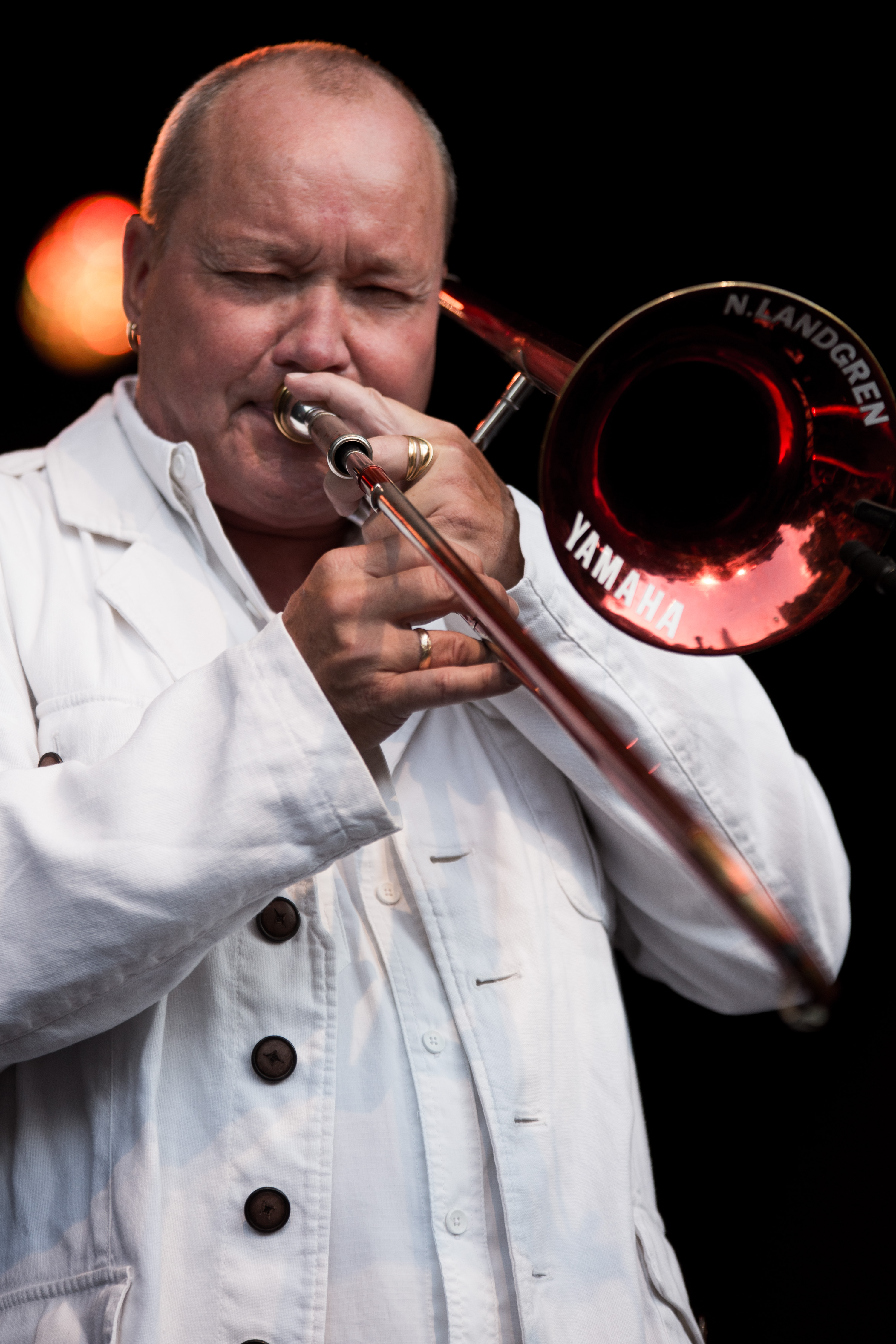
Nils Landgren, KulturArena, Jena (2014)

Nils Landgren (* 15. Februar 1956 in Degerfors, Värmland) ist ein schwedischer Posaunist und Sänger. Er ist einer der erfolgreichsten europäischen Jazzmusiker. Seine bekannteste Formation ist die Nils Landgren Funk Unit. Den Spitznamen „Mr. Red Horn“ trägt er wegen seiner roten Posaune.

## Leben

### Ausbildung und Frühwerk
Landgren wurde in eine musikliebende Familie geboren; sein Vater war Jazz-Kornettist. Mit sechs Jahren begann er, Schlagzeug zu spielen, und wechselte mit 13 Jahren zur Posaune. Von 1972 bis 1978 studierte er klassische Posaune in Karlstad und Arvika. Durch Begegnungen mit Bengt-Arne Wallin und Eje Thelin beeinflusst, wechselte er dann zum Jazz.
Nach seinem Umzug nach Stockholm startete Landgren seine professionelle Karriere u. a. mit einer Tour mit dem schwedischen Popstar Björn Skifs (US Pop-Charts Number One mit „Hooked on a Feeling“) und 1981 als Lead-Posaunist mit dem Big-Band-Projekt „Ball of Fire“ von Thad Jones. Der Posaunist arbeitete in den Folgejahren mit ABBA (für Voulez-Vous), The Crusaders, Eddie Harris und Herbie Hancock. Seinem Album-Debüt „Planet Rock“ (1983) folgten die Alben „Streetfighter“ (1984), „You Are My Nr 1“ (1985), „Miles from Duke“ (mit Bengt-Arne Wallin 1987), „Chapter Two 1“ (1987), „Chapter Two 2“ und „Follow Your Heart“ (1989). Das Album Chapter Two (im Duo mit Johan Norberg) wurde 1990 für einen Grammy Award nominiert. 1995 wechselte Landgren als Exklusivkünstler zum deutschen Independent-Jazzlabel ACT Music, dem er bis heute treu ist.

### Nils Landgren Funk Unit
1992 gründete der Posaunist die Nils Landgren Unit und trat mit ihr erfolgreich auf dem Playboy Jazz Festival in Los Angeles auf. Der internationale Durchbruch kam jedoch erst 1994 mit dem Auftritt auf dem deutschen JazzBaltica-Festival in Salzau und der Umbenennung in „Nils Landgren Funk Unit“. Mit dem 1995 erscheinenden Debütalbum „Live in Stockholm“ (mit Maceo Parker als Gast) wurde die Band international bekannt. Das Album markierte zugleich den Start der Zusammenarbeit mit dem ACT Label. Ein Jahr später folgte das erste Studioalbum „Paint it Blue“, eine Hommage an den Bebop-Saxophonisten Cannonball Adderley mit Gastmusikern wie den Brecker Brothers und Till Brönner. Mit diesem Album gewann Landgren zum ersten Mal den German Jazz Award. Als einen Höhepunkt in der Karriere der Funk Unit kann man den Auftritt im Rahmen des Montreux Jazz Festival 1998 bezeichnen. Der Livemitschnitt wurde 1998 unter „Live in Montreux“ veröffentlicht. Unter anderem mit Esbjörn Svensson, Fred Wesley und Roy Hargrove veröffentlichte Nils Landgren 1999 „5000 Miles“, wofür er für den ECHO nominiert wurde. Mit „Funky ABBA“ zollte Landgren 2004 der bekannten schwedischen Popband Tribut. In Kooperation mit „Ärzte ohne Grenzen“ unterstützte „Funk For Life“ (2010) ein wohltätiges Musik-Projekt im Slum Kibera (Nairobi). Regelmäßig reist Landgren mit seiner Funk Unit dorthin, um mit den Kindern und Jugendlichen vor Ort Musik zu machen. Seit Ende 2010 ist die Besetzung der Funk Unit unverändert, mit Bassist und Sänger Magnum Coltrane Price, den Holzbläsern Magnus Lindgren und Jonas Wall, Sebastian Studnitzky am Keyboard, dem Gitarristen Andy Pfeiler sowie Schlagzeuger Robert Mehmet Ikiz. In dieser Formation und mit den Crusaders-Legenden Joe Sample und Wilton Felder sowie Till Brönner als Gästen erschien im Mai 2013 „Teamwork“.

### Landgren als Sänger
Nils Landgrens Gesang war erstmals auf der originalen Aufnahme des ABBA-Songs „Voulez Vous“ zu hören, auf der er auch Posaune spielt. In den Jahren 1985–87 trat er für 360 Shows des schwedischen Erfolgsbühnenstücks „SKÅL“ als Sänger, Schauspieler, Posaunist und Tänzer auf. Ab dem Album „Ballads“ (1993) konzentrierte er sich neben seiner instrumentalen Tätigkeit und seinem vokalen Einsatz in der Funk Unit nun auch auf den Balladen-Gesang. Dies führte er 2003 gemeinsam mit Rigmor Gustafsson auf „I Will Wait For You“, 2002 mit „Sentimental Journey“ und 2011 mit „The Moon, The Stars, And You“ weiter. Auf dem 2005 erschienenen Album „Creole Love Call“ mit Joe Sample bewies er sich auch als Blues-Sänger.

### Weitere Projekte
Landgren nimmt immer wieder Bezug zu seinem Heimatland – erstmals auf „Gotland“ (mit Tomasz Stańko, 1996) und später auf den beiden Duo-Alben „Layers of Light“ und „Swedish Folk Modern“ mit dem Pianisten Esbjörn Svensson, auf denen die beiden traditionelles schwedisches Liedgut interpretieren. 2005 initiierte er mit stetig zunehmendem Erfolg die CD- und Konzert-Serie „Christmas with My Friends“, bei der er mit skandinavischen Musikern Weihnachtslieder interpretiert. Ein ganz besonderes Projekt ist „Salzau Music on The Water“, aufgenommen live bei JazzBaltica 2006 mit Lars Danielsson und Christopher Dell. Die spontane Improvisation von seltener Ruhe und meditativer Kraft wurde in den frühen Morgenstunden aufgenommen. Nils Landgren ist darüber hinaus auf zahlreichen Alben als Gastmusiker zu hören, wie von Viktoria Tolstoy, Ida Sand, Wolfgang Haffner und Joe Sample, in dessen Band Crusaders er über viele Jahre Mitglied war.
2015 trat Landgren auch mit den Bochumer Symphonikern im Konzerthaus Dortmund auf, mit dem er seine und Vince Mendozas Kompositionen im großorchestralen Rahmen aufführen konnte.

### Big Bands
Nils Landgren ist mit verschiedenen Big-Band-Formationen weltweit unterwegs und wird als Gastsolist engagiert. Seinen ersten Job als Lead-Posaunist erhielt er Anfang der 80er Jahre in der Big Band von Thad Jones. Von 1998 bis 2001 war Landgren Mitglied der NDR Big Band in Hamburg. Für die Konzertsaison 2008/2009 wurde er als Doppelspitze für die Leitung der NDR Bigband verpflichtet, zusammen mit Dirigent und Arrangeur Jörg Achim Keller. Bis heute konzertiert Landgren regelmäßig mit der NDR Bigband. 2006 war er mit der WDR Big Band Köln an der letzten Aufnahme des Saxophonisten Eddie Harris beteiligt („Last Concert“). 2011 stand Landgren der Bohuslän Big Band als künstlerischer Leiter vor, mit der er die Cole-Porter-Hommage „Don’t Fence Me In“ veröffentlichte, arrangiert von Colin Towns.

### Produzententätigkeit
Neben seinen zahlreichen Veröffentlichungen als Posaunist und Sänger trat Nils Landgren auch als Produzent in Erscheinung, darunter für Alben der schwedischen Sängerinnen Viktoria Tolstoy und Ida Sand, von Wolfgang Haffner und den Newcomern Julian & Roman Wasserfuhr, Adam Bałdych und Mo’ Blow.

### Weitere Tätigkeiten
Nils Landgren war in den Jahren 2001 und von 2008 bis 2011 künstlerischer Leiter des Jazzfest Berlin, in Nachfolge von Peter Schulze. Seit 2012 hat er außerdem die künstlerische Leitung von JazzBaltica inne. Seit 2006 lehrt er als Dozent und ab 2014 als Professor an der Musikhochschule Hamburg Jazz-Posaune.

### Privates

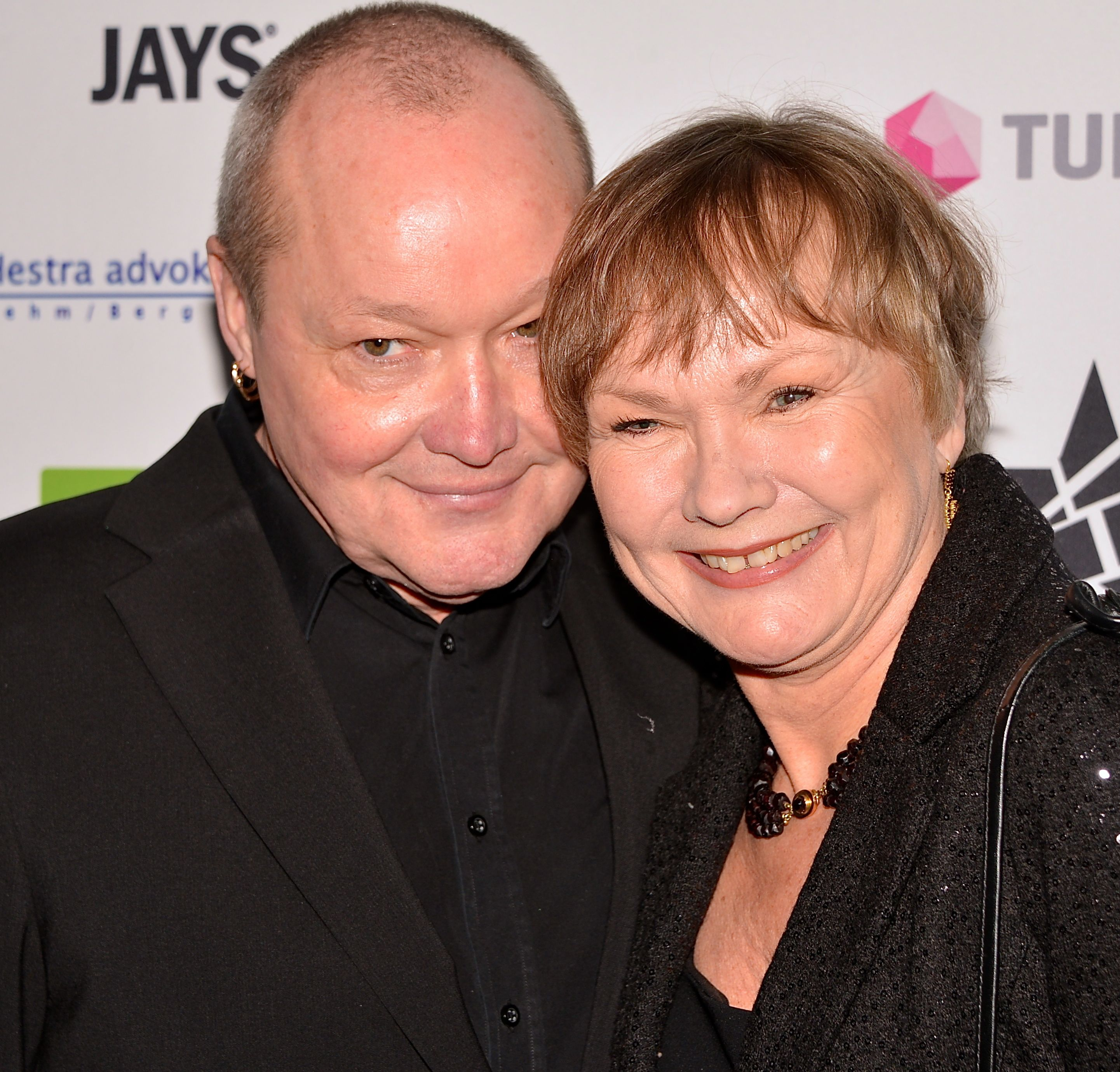
Landgren mit Ehefrau Beatrice Järås bei der Gala der schwedischen Grammys, 2013

Landgren ist mit der Schauspielerin Beatrice Järås verheiratet (1979) und lebt mit ihr in der Region Österlen.

## Auszeichnungen
Nils Landgren wurde für zahlreiche seiner Alben mit dem German Jazz Award des Bundesverbandes Musikindustrie ausgezeichnet, erreichte Spitzenplätze in den Jazzcharts und erhielt mehrfach den schwedischen Grammy. 2012 wurde Landgren in Schweden mit dem Sir George Martin Music Award und bei den schwedischen Grammys mit dem Ehrenpreis für sein Lebenswerk geehrt. 2016 erhielt er den Joachim-Ernst-Berendt-Ehrenpreis der Stadt Baden-Baden.
2019 erhielt Landgren das Bundesverdienstkreuz am Bande. Die Auszeichnung würdigte „die Rolle Landgrens im kulturellen Austausch zwischen Deutschland und Skandinavien, seinen Beitrag zur Steigerung des Ansehens der deutschen Musik in Schweden sowie sein vielfältiges Engagement zur Förderung junger Nachwuchskünstler aus Deutschland und Skandinavien“. 2021 wurde ihm der mit 10.000 Euro dotierte Rheingau Musikpreis verliehen.

## Diskografie

### Alben

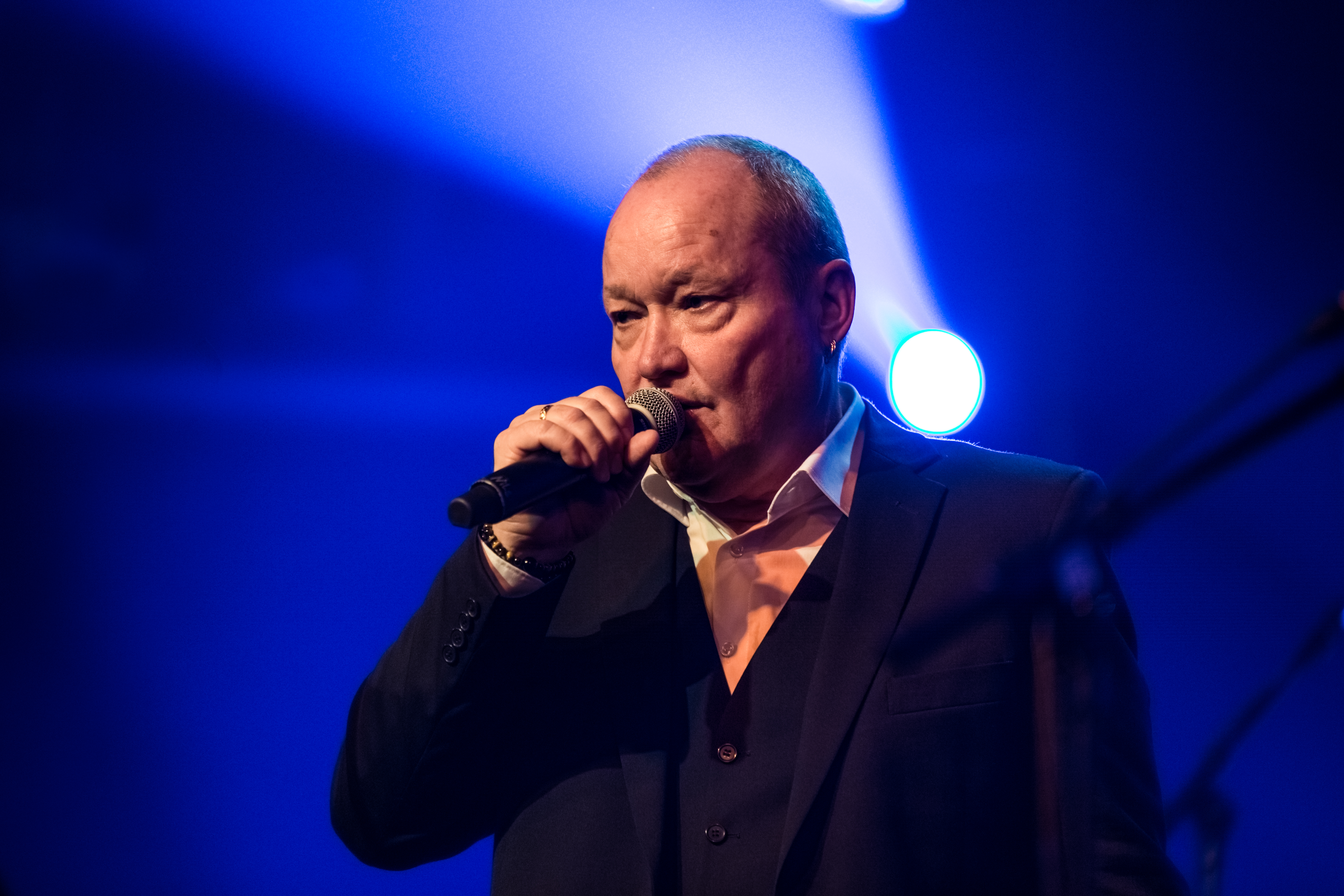
Nils Landgren live bei den Leverkusener Jazztagen (2017)

| Jahr | Titel                                            | Höchstplatzierung, Gesamtwochen, AuszeichnungChartplatzierungen (Jahr, Titel, Platzierungen, Wochen, Auszeichnungen, Anmerkungen) | Höchstplatzierung, Gesamtwochen, AuszeichnungChartplatzierungen (Jahr, Titel, Platzierungen, Wochen, Auszeichnungen, Anmerkungen) | Anmerkungen |
| Jahr | Titel                                            | SE | DE | Anmerkungen |
| ---- | ------------------------------------------------ | --- | --- | --- |
| 1996 | Paint It Blue                                    | SE56 (1 Wo.)SE | DE— Gold (German Jazz Award)DE | mit Funk Unit |
| 1999 | 5000 Miles                                       | SE58 (1 Wo.)SE | DE— Gold (German Jazz Award)DE | mit Funk Unit |
| 2002 | Sentimental Journey – Ballads II                 | SE34 (4 Wo.)SE | DE— Platin (German Jazz Award)DE                                                                                                  | |
| 2004 | Funky Abba                                       | SE31 (7 Wo.)SE | DE43 Platin (German Jazz Award) · (3 Wo.)DE                                                                                       | |
| 2005 | Creole Love Call                                 | SE59 (1 Wo.)SE | DE— Platin (German Jazz Award)DE                                                                                                  | mit Joe Sample & Ray Parker, Jr. |
| 2006 | Christmas with My Friends                        | SE12 Gold · (4 Wo.)SE | DE— Platin (German Jazz Award)DE                                                                                                  | mit u.A. Viktoria Tolstoy, Jeanette Köhn, Sharon Dyall, Ida Sandlund, Bugge Wesseltoft                                                        |
| 2007 | Licence to Funk                                  | SE15 (4 Wo.)SE | DE70 Platin (German Jazz Award) · (2 Wo.)DE                                                                                       | Nils Landgren Funk Unit |
| 2008 | Christmas with My Friends II                     | SE44 (4 Wo.)SE | DE— Platin (German Jazz Award)DE                                                                                                  | mit Jeanette Köhn, Sharon Dyall, Ida Sandlund, Jonas Knutsson                                                                                 |
| 2010 | Funk for Life                                    | SE29 (3 Wo.)SE | DE93 Gold (German Jazz Award) · (1 Wo.)DE                                                                                         | Nils Landgren Funk Unit |
| 2011 | Don’t Fence Me In                                | SE21 (3 Wo.)SE | — | mit der Bohuslän Big Band & Colin Towns |
| 2011 | The Moon, the Stars and You                      | SE11 (14 Wo.)SE | DE52 Gold (German Jazz Award) · (3 Wo.)DE                                                                                         | mit Michael Wollny, Lars Danielsson, Rasmus Kihlberg, Stockholm Philharmonic Orchestra                                                        |
| 2012 | Christmas with My Friends III                    | SE24 (4 Wo.)SE | DE69 Platin (German Jazz Award) · (2 Wo.)DE                                                                                       | Erstveröffentlichung: 26. Oktober 2012 mit Jonas Knutsson, Johan Norberg, Jeanette Köhn, Jessica Pilnäs, Sharon Dyall, Eva Kruse und Ida Sand |
| 2013 | Teamwork                                         | SE12 (6 Wo.)SE | DE70 (1 Wo.)DE | Erstveröffentlichung: 26. April 2013 Nils Landgren Funk Unit                                                                                  |
| 2014 | Eternal Beauty                                   | — | DE66 Gold (German Jazz Award) · (1 Wo.)DE                                                                                         | Erstveröffentlichung: 31. Januar 2014 mit Michael Wollny, Johan Norberg, Lars Danielsson, Rasmus Kihlberg                                     |
| 2014 | Christmas with My Friends IV                     | SE48 (1 Wo.)SE | DE73 Gold (German Jazz Award) · (3 Wo.)DE                                                                                         | Erstveröffentlichung: 31. Oktober 2014 |
| 2016 | Some Other Time – A Tribute to Leonard Bernstein | — | DE88 (1 Wo.)DE | Erstveröffentlichung: 29. Januar 2016 mit Janis Siegel und den Bochumer Symphonikern                                                          |
| 2016 | Christmas with My Friends V                      | — | DE71 Gold (German Jazz Award) · (4 Wo.)DE                                                                                         | Erstveröffentlichung: 28. Oktober 2016 |
| 2017 | Unbreakable                                      | — | DE91 (1 Wo.)DE | Erstveröffentlichung: 30. Juni 2017 N.L. Funk Unit with Ray Parker Jr.                                                                        |
| 2018 | Christmas with My Friends VI                     | — | DE55 (3 Wo.)DE | Erstveröffentlichung: 26. Oktober 2018 |
| 2019 | 4 Wheel Drive                                    | — | DE39 Gold (German Jazz Award) · (5 Wo.)DE                                                                                         | Erstveröffentlichung: 15. März 2019 mit Wollny, Danielsson & Haffner                                                                          |
| 2020 | Kristallen                                       | — | DE57 (1 Wo.)DE | Erstveröffentlichung: 17. Januar 2020 mit Jan Lundgren                                                                                        |
| 2020 | Christmas with My Friends VII                    | — | DE61 (5 Wo.)DE | Erstveröffentlichung: 30. Oktober 2020 |
| 2022 | 3 Generations                                    | — | DE69 (1 Wo.)DE | Erstveröffentlichung: 11. November 2022 |
| 2023 | 4 Wheel Drive II                                 | — | DE88 (1 Wo.)DE | Erstveröffentlichung: 29. September 2023 mit Wollny, Danielsson & Haffner                                                                     |
| 2023 | Christmas with My Friends VIII                   | — | DE57 (1 Wo.)DE | Erstveröffentlichung: 27. Oktober 2023 |

Weitere Alben
- 1983: Planet Rock
- 1984: Streetfighter
- 1985: You Are My Nr. 1
- 1987: Miles from Duke (mit Bengt-Arne Wallin)
- 1987: Chapter Two 1 (mit Johan Norberg)
- 1989: Chapter Two 2 (mit Johan Norberg)
- 1989: Follow your heart
- 1991: Untitled Sketches (mit Tomasz Stańko)
- 1992: Red Horn
- 1992. Ballads (DE: Gold (German Jazz Award))
- 1994: Live in Stockholm (mit Funk Unit und Maceo Parker, DE: Gold (German Jazz Award))
- 1996: Gotland
- 1997: Swedish Folk Modern (mit Esbjörn Svensson)
- 1998: Live in Montreux (mit Funk Unit)
- 1999: Layers of Light (mit Esbjörn Svensson, DE: Gold (German Jazz Award))
- 2001: Fonk da World (mit Funk Unit, DE: Gold (German Jazz Award))
- 2003: I Will Wait For You (mit Rigmor Gustafsson)
- 2005: Salzau Music on the Water (mit Lars Danielsson und Christopher Dell)
- 2013: New Eyes on Baroque (mit Jeanette Köhn, Johan Norberg, Jonas Knutsson, Eva Kruse und dem Schwedischen Radiochor)
- 2014: Redhorn Collection
- 2021: Nature Boy (solo)[9]
- 2025: Nils Landgren & Swedish Radio Choir: Sandström: Sonnets of Darkness and Love[10]

## Filme
- Nils Landgren – Do Your Own Thing. Dokumentarfilm, Deutschland, 2014, 53:30 Min., Buch und Regie: Jan Bäumer und Dietmar Klumm, Produktion: 3sat, ZDF, Reihe: Musicmania, Erstsendung: 20. September 2014 bei 3sat, Inhaltsangabe von 3sat, (Memento vom 20. September 2014 im Webarchiv archive.today).
- Das Alphorn und die Sonne im Gepäck. Arkady Shilkloper auf dem Weg zur JazzBaltica. Dokumentarfilm, Deutschland, 2013, 58:33 Min., Buch und Regie: Christoph Engel, Produktion: ZDF, 3sat, Erstsendung: 28. September 2013 bei 3sat, Inhaltsangabe (Memento vom 13. April 2014 im Internet Archive) von 3sat. JazzBaltica-Leiter Landgren im Gespräch und Zusammenspiel mit Shilkloper.